# Тунис на летних Олимпийских играх 1984
Тунис принимал участие в Летних Олимпийских играх 1984 года в Лос-Анджелесе (США) в шестой раз за свою историю, но не завоевал ни одной медали. Сборную страны представляла 1 женщина.